# Estación de Torredembarra
Torredembarra es una estación de ferrocarril situada en la provincia de Tarragona, comunidad autónoma de Cataluña. Actualmente paran trenes de Media Distancia operados por Renfe y la Línea RT2 de Cercanías del Campo de Tarragona.

## Situación ferroviaria
La estación se encuentra en el punto kilométrico 13,6 de la línea férrea de ancho ibérico que une Valencia con San Vicente de Calders a 7 metros de altitud. Dicha línea sufre un reinicio de su kilometraje en Tarragona tomando como base el antiguo trazado entre Tarragona y Barcelona. Esta estación es famosa por el accidente ocurrido entre un Euromed y un Catalunya Exprés (actuales Regional-Express) en julio del 2002. El Regional se incorporaba a la vía general en dirección Barcelona después de efectuar una parada, pero a la vez, un Euromed procedente de Alicante pasaba por la misma vía causando una grave colisión con 2 muertos y 96 heridos.

## Servicios ferroviarios

### Cercanías
En esta estación para la Línea RT2 de Cercanías del Camp de Tarragona. Dicha línea une L'Arboç, pasando por Tarragona, hasta Salou-Port Aventura. 

### Media Distancia Renfe
| Origen/destino                            | Anterior/siguiente | Línea | Siguiente/anterior     | Destino/origen                |
| ----------------------------------------- | ------------------ | ----- | ---------------------- | ----------------------------- |
| Tortosa                                   | Altafulla-Tamarit  |       | San Vicente de Calders | Barcelona-Estación de Francia |
| Reus Mora la Nueva Flix Ribarroja de Ebro | Altafulla-Tamarit  |       | San Vicente de Calders | Barcelona-Estación de Francia |
| Lérida                                    | Altafulla-Tamarit  |       | San Vicente de Calders | Barcelona-Estación de Francia |
| Caspe Zaragoza Madrid Vinaroz Valencia    | Altafulla-Tamarit  |       | San Vicente de Calders | Barcelona-Estación de Francia |